# Дубрівка Руська
Дубрівка Руська (пол. Dąbrówka Ruska) — західна частина мікрорайону Дубрівка міста Сяніка, до 1949 р. — лемківське село Дубрівка Руська в Сяніцькому повіті Львівського воєводства, у 1949-1962 роках — західна частина села Дубрівка.

## Розташування
Лежить при загальнодержавній дорозі № 28 у західній частині міста. З півдня межує з селами Сянічок і Половці, з заходу — через річку Сяночок із селом Заболотці, з півночі — з селами Согорів Долішній і Терепча, а зі сходу — з частиною міста, що була раніше селом Дубрівка Польська.

## Історія
Давнє лемківське село, згадується в першому ж наявному масиві документів — у 1426 р. Про існування церкви відомо з 1573 р.
У 1867 р. замість попередньої дерев’яної збудована мурована церква св. Вмч. Димитрія.
У 1880 р. в селі було 77 будинків і коло 500 мешканців (100 римо-католики і 400 греко-католиків). Греко-католики входили до парафії Сянік Сяніцького деканату Перемишльської єпархії УГКЦ. Зміні національного складу села сприяло будівництво Галицької Трансверсальної залізниці в 1884 р. та відкриття станції Дубрівка. 
Із початку ХХ сторіччя до Першої світової війни функціонувало українське руханкове товариство Січ.
В 1939 р. в селі було 800 жителів села — 620 українців, 170 поляків і 10 євреїв. Село належало до ґміни Сянік Сяніцького повіту Львівського воєводства.
Після Другої світової війни українське населення було піддане етноциду. Частина переселена на територію СРСР в 1945-1946 рр. Родини, яким вдалось уникнути виселення, в 1947 році під час Операції Вісла були депортовані на понімецькі землі.
19 серпня 1949 р. поріділі села Дубрівка Руська і Дубрівка Польська об’єднані в одне село Дубрівка.
1 січня 1962 р. село Дубрівка було приєднане до міста Сянік.
У 1993 р. церкву повернено греко-католикам. У 2009 р. знесене приміщення станції Дубрівка.

## Народились
- Адам Слюсарчик (24 серпня 1912 — 19 вересня 1947) — греко-католицький священик, капелан УПА.